# Kanton Ottersberg
Der Kanton Ottersberg war vom 1. März bis zum 31. Dezember 1810 eine Verwaltungseinheit im Distrikt Verden des Norddepartements im Königreich Westphalen. Nach der Annexion der Gebiete westlich der Weser durch das Kaiserreich Frankreich gehörte der Kanton vom 1. Januar 1811 bis zum November 1813 zum Department der Wesermündung, Arrondissement Bremen. Hauptort des Kantons und Sitz des Friedensgerichts war der Flecken Ottersberg im heutigen Landkreis Verden (Niedersachsen). Der Kanton bestand aus dem Mairien Ottersberg, Horstedt, Fischerhude und Kirchtimke und hatte 8.940 (1811) bzw. 8.264 (1812) Einwohner. Die Zuverlässigkeit und Vergleichbarkeit dieser Bevölkerungszahlen ist aufgrund von möglichen Fehlern in der offiziellen Statistik – die auch bei statistischen Daten der hannoverschen Verwaltung vor und nach der „Franzosenzeit“ nicht selten vorkamen – und aufgrund von Veränderungen der Verwaltungszugehörigkeit einzelner Orte eingeschränkt.
Der Präsident der Kantonalsversammlung war 1812 Georg Hintze, Präfekturrat und Arrondissementsrat in Ottersberg.

## Lage
Der Kanton grenzte 1811–1813 an folgende Kantone: Kanton Rotenburg im Osten, Kanton Achim im Südwesten, Kanton Lilienthal im Westen, Kanton Beverstedt (Arrondissement Bremerlehe) im Norden und Kanton Zeven (Departement der Elbmündungen, Arrondissement Stade) im Nordosten. Die Grenze zwischen den Departments der Weser und der Elbe verlief hier zunächst von Rockstedt bis Brauel entlang der Oste, bog direkt hinter dem Dorf Brauel südlich ab, um dann um Zeven herumzuführen. Die nördlichen (Brauel), westlichen (Badenstedt) und südlichen (Oldendorf und Brüttendorf, Kanton Rotenburg) Nachbarorte von Zeven wurden so durch die Departementsgrenze von Zeven getrennt.
Weitgehend entsprach das Gebiet des Kantons Ottersberg demjenigen des früheren Amtes Ottersberg und der früheren Patrimonialgerichte Rhade und Badenstedt. Vom früheren Amt Rotenburg wurden das Dorf Groß-Sottrum, die Weiler Everinghausen und Fährhof sowie die Höfe Dodenberg und Barkhof, vom früheren Amt Zeven (eventuell erst Ende 1811 oder 1812) die Dörfer Ostereistedt, Rockstedt, Godenstedt und Brauel, der Weiler Wennebostel sowie Hof Hemel dem Kanton Ottersberg zugelegt. Dagegen wurden die meisten Dörfer der ottersbergischen Moorvogtei Hüttenbusch dem Kanton Lilienthal, Mairie Worpswede zugeordnet, die Dörfer Heidberg und Seebergen (Moorvogtei Heidberg) zur Mairie Lilienthal gelegt, und schließlich wurden die Dörfer Nartum, Steinfeld und Winkeldorf, die vorher zum Amt Ottersberg und wohl auch zum Kanton Ottersberg gehört hatten, 1812 Teil des Kantons Rotenburg und der Mairie Gyhum.

## Verwaltungsgliederung und Einwohnerzahl
Der Vergleich der Einwohnerzahlen von 1811 und 1812 mit der Zahl der Feuerstellen von 1791 und 1823 und der Einwohner jedes Ortes im Jahr 1823 soll Hinweise für die Bevölkerungsentwicklung der genannten Orte zwischen 1791 und 1823 geben, hier aber vor allem dazu dienen, die Plausibilität der Einwohnerzahlen der Jahre 1811 und 1812 zu überprüfen. Der Vergleich mit der Amtszugehörigkeit der Orte in den Jahren 1791 und 1823 soll aufzeigen, ob und inwieweit die französischen Behörden der bisherigen Verwaltungseinteilung gefolgt sind und ob die hannoversche Verwaltung nach 1813 zum Zustand vor 1810/11 zurückgekehrt sind oder nicht.
Die Angaben zur Verwaltungszugehörigkeit und Einwohnerzahl aller Orte in den Jahren 1811 und 1812 erfolgt hier aufgrund der Angaben in den offiziellen Jahrbüchern des Departements. Grundsätzlich ist die Zuverlässigkeit der Angaben des Jahrbuches von 1813 (mit Daten des Jahres 1812) höher einzuschätzen, weil bereits Erfahrungen mit der neuen Verwaltungsstruktur vorlagen und weil dieses Jahrbuch im Departement der Wesermündungen selbst verfasst und gedruckt worden ist. Außerdem ist dort wörtlich davon die Rede, dass die Angaben „nach den neuesten Recifactionen“ (Berichtigungen) gemacht wurden. Ob Abweichungen zu den Angaben im Jahrbuch von 1812 Korrekturen darstellen oder tatsächliche Veränderungen in der Administration wiedergeben, müsste in jedem Einzelfall anhand der Verordnungen zur Verwaltungsorganisation überprüft werden. Schließlich müsste anhand der relativ wenigen, erhaltenen Verwaltungsakten des Arrondissements, des Kantons und Mairien festgestellt werden, ob die offiziell verordnete Verwaltungsstruktur in der Praxis tatsächlich befolgt worden ist. Dies wäre besonders für die Orte zu überprüfen, die während der „Franzosenzeit“ von einem anderen Ort aus verwaltet werden sollten als vorher. Für den Kanton Ottersberg gilt dies zum Beispiel für die Verwaltung Sottrums von der Mairie Horstedt aus oder die Zugehörigkeit der früher zum Amt Zeven gehörenden Dörfer der Mairie Kirchtimke.

### Mairie Ottersberg
(Maire: A.L. Strandes, Ottersberg)
Die Einteilung der Mairie folgte nicht der Einteilung der Kirchspiele. Der Pfarrort Wilstedt bekam keine eigene Mairie. Mehrere Dörfer, die zum Kirchspiel Wilstedt gehörten (Fischerhude, Buchholz, Dipshorn und Quelkhorn) wurden Teil der Mairie Fischerhude. Nartauen, das kirchlich zu Otterstedt gehörte, war 1812 offenbar Teil der Mairie Horstedt.
| Names des Ortes | Charakter | Amt 1791   | FS 1791 | Einwohnerzahl 1811    | Einwohnerzahl 1812                | Amt 1823   | FS 1823 | Einwohner 1823 | Kirchspiel |
| Ottersberg      | Flecken   | Ottersberg | 102     | 983                   | 923                               | Ottersberg | 133     | 1000           | Otterstedt |
| Otterstedt      | Pfarrdorf | Ottersberg | 49      | 353                   | 361                               | Ottersberg | 68      | 386            | Otterstedt |
| Eckstever       | Dorf      | Ottersberg | 7       | 52                    | 55                                | Ottersberg | 11      | 63             | Otterstedt |
| Kampe           | Dorf      | Ottersberg | 7       | 70                    | 60                                | Ottersberg | 10      | 40             | Otterstedt |
| Benkel          | Dorf      | Ottersberg | 5       | 55                    | 50                                | Ottersberg | 9       | 64             | Otterstedt |
| Wilstedt        | Pfarrdorf | Ottersberg | 36      | 345                   | 320                               | Ottersberg | 66      | 393            | Wilstedt   |
| Tarmstedt       | Dorf      | Ottersberg | 33      | 322                   | 318                               | Ottersberg | 53      | 381            | Wilstedt   |
| Vorwerk         | Dorf      | Ottersberg | 13      | 108                   | 123                               | Ottersberg | 20      | 135            | Wilstedt   |
| Osterbruch      | Dorf      | Ottersberg | 3       | 32                    | 31                                | Ottersberg | 5       | 28             | Wilstedt   |
| Altenbülstedt   | Dorf      | Ottersberg | 15      | 104                   | 114                               | Ottersberg | 25      | 143            | Wilstedt   |
| Neuenbülstedt   | Dorf      | Ottersberg | 20      | 173 mit Hollinghausen | 164                               | Ottersberg | 28      | 174            | Wilstedt   |
| Hollinghausen   | Sattelhof | Ottersberg | 1       |                       | 16                                | Ottersberg | 3       | 19             | Otterstedt |
| Nartauen        | Dorf      | Ottersberg | 17      | 115                   | 108 Mairie Horstedt               | Ottersberg | 22      | 128            | Otterstedt |
| Hollen          |           |            |         |                       | 2                                 |            |         |                |            |
| Dannenberg      | Dorf      | Otterstedt | 12      | 82                    | 87 Mairie Fischerhude             | Ottersberg | 18      | 97             | Grasberg   |
| Summe           |           |            |         | 2794                  | 2537 ohne Nartauen und Dannenberg |            |         |                |            |

Dannenberg wurde 1811/12 vermutlich irrtümlich unter der Mairie Ottersberg aufgeführt. Bei Hollen handelt es sich wahrscheinlich um einen einzelnen Wohnplatz bei Nartauen (nahe der heutigen Straße „Im Hollen“). Dieser Wohnplatz wurde weder 1791, noch 1811/12, noch 1823 separat aufgeführt, nur im Statistischen Jahrbuch für das Jahr 1813.

### Mairie Horstedt
(Maire: C.H. von Sandbeck, Horstedt)

### Mairie Fischerhude
(Maire: J.H.C. Strandes, Fischerhude)

### Mairie Kirchtimke
(Maire: Schnackenberg, Kirchtimke)